# Schistosoma mekongi
Schistosoma mekongi é um verme achatado parasita do filo Platyhelminthes classe Trematoda. Habita o sudeste asiático.